# 임기제부사관
- 2008년부터는 임기제부사관 제도가 시행되어 병으로 복무 후 최대 4년간 하사로 복무하는 제도가 시행되었다. 일반병으로서의 의무복무기간 동안은 병의 신분이다.
- 한국의 병역 제도 중 하나로 의무복무기간을 마친 후 일정 기간 동안 급여를 받고, 첨단장비 운용병으로 복무하는 것을 말한다.[1]
- 특히 이 제도는 대학생들의 등록금 마련 등의 기회로 좋은 평가를 받고 있다.[2]
- 그 후, 노무현 대통령의 국방개혁2020에 의거하여 기계화, 전문화된 군대를 운용하기 위해, 단기복무 군인의 양성을 위하여 일반병 복무와 부사관 복무를 합친 임기제부사관 제도가 탄생하였다. 2008년 1월 첫 기수가 입대한 이래, 2009년 10월 기준으로 임기제부사관은 12,000여 명이다. 2009년에 전체 하사의 33%가 임기제부사관 출신이다. 점점 이를 통해 하사를 충원하고 있다.
- 2020년 12월 22일 전문하사에서 임기제부사관으로 명칭이 변경되었다.
  - 반면 중사와 상사의 경우 충원율이 140%가 넘는다.